# Oxystomina chitwoodi
Oxystomina chitwoodi är en rundmaskart som beskrevs av Timm 1967. Oxystomina chitwoodi ingår i släktet Oxystomina och familjen Oxystominidae. Inga underarter finns listade i Catalogue of Life.